# Cantonul Puiseaux
Cantonul Puiseaux este un canton din arondismentul Pithiviers, departamentul Loiret, regiunea Centru, Franța.

## Comune
- Augerville-la-Rivière
- Aulnay-la-Rivière
- Boësses
- Briarres-sur-Essonne
- Bromeilles
- Desmonts
- Dimancheville
- Échilleuses
- Grangermont
- La Neuville-sur-Essonne
- Ondreville-sur-Essonne
- Orville
- Puiseaux (reședință)